# Forges (Maine-et-Loire)
Forges is een plaats en voormalige gemeente in het Franse departement Maine-et-Loire in de regio Pays de la Loire. De plaats maakt deel uit van het arrondissement Saumur. Op 30 december 2016 ging de toenmalige gemeente op in commune nouvelle Doué-en-Anjou.

## Geografie
De oppervlakte van Forges bedraagt 9,1 km², de bevolkingsdichtheid is 21,6 inwoners per km².
De onderstaande kaart toont de ligging van Forges (Maine-et-Loire) met de belangrijkste infrastructuur en aangrenzende gemeenten.

## Demografie
Onderstaande figuur toont het verloop van het inwonertal.
Brigné · Concourson-sur-Layon · Doué-la-Fontaine · Forges · Meigné · Montfort · Saint-Georges-sur-Layon · Les Verchers-sur-Layon